# Compostos perfluorados
Compostos perfluorados (PFCs do inglês perfluorinated compounds) constituem uma classe de compostos organofluorados que tem todos os átomos de hidrogênio substituídos por flúor numa cadeia de carbono — mas também contém ao menos um átomo ou grupo funcional diferente. Então, os perfluorados têm propriedades similares às dos fluorocarbonos dos quais derivam. 
Os PFCs persistem no meio ambiente como poluentes orgânicos mas, diferentemente dos PCBs, não se degradam por qualquer processo natural, em razão da força da ligação carbono–flúor.
Existem muitos PFCs, mas os mais estudados são:
- PFOA ou ácido perfluorooctanóico, usado para produzir fluoropolímeros tais como o Teflon, dentre outras aplicações.
- PFOS ou ácido perfluorooctanossulfônico, usado na indústria de semicondutores, na formulação antiga  do  Scotchgard, da 3M, e na antiga formulação da mistura de espuma de combate ao fogo, também da 3M.

Outros PFCs incluem:
- PFNA ou ácido perfluorononanóico, usado como surfactante na polimerização em emulsão de fluoropolímeros, como PFOA
- PFBS ou ácido perfluorobutanossulfônico, usado como substituto do PFOS, na atual formulação do Scotchgard
- POSF ou fluoreto de perfluorooctanossulfonila .
- PFOSA ou perfluorooctanossulfonamida, antigamente usado na formulação do Scotchgard
- FC-75, um éter perfluorado cíclico, da linha Fluorinert™, da  3M™

Compostos perfluorados, tais como fluorotelômeros, podem servir como precursores que se degradam para formar ácidos carboxílicos perfluorados, a exemplo do PFOA e do PFNA.

## Uso comercial
Compostos perfluorados são  largamente utilizados na produção de materiais resistentes a manchas, óleos e água, revestimento de embalagens para alimentos gordurosos (incluindo caixas e bandejas de papel ou papelão e sacos de pipoca de microondas), proteção antimanchas para carpetes e tecidos, panelas antiaderentes (Teflon) e retardadores de chamas, entre outras aplicações. 